# زمین‌لرزه ۲۰۰۱ جنوب پرو
زمین‌لرزه جنوب پرو در تاریخ ۲۳ ژوئن ۲۰۰۱ میلادی، برابر با ‎۲ تیر ۱۳۸۰، ساعت ۲۰:۳۳:۱۴ به زمان یوتی‌سی در پرو رخ داد. ژرفای این زلزله ۳۲ کیلومتر بود، و بزرگی آن ۸٫۴ در مقیاس Mw اعلام شده است. زمین‌لرزه به وقت محلی در روز شنبه، ساعت ۱۵ روی داده و منطقه زمانی آن یوتی‌سی -۵ بوده است.
سازمان زمین‌شناسی آمریکا نیز رومرکز این زمین‌لرزه را در مختصات ۱۶°۱۵′۵۰″جنوبی ۷۳°۳۸′۲۸″غربی / ۱۶٫۲۶۴°جنوبی ۷۳٫۶۴۱°غربی و ژرفای آن را در ۳۳ کیلومتر گزارش کرده است. بزرگی برگزیدهٔ این سازمان از میان بزرگی‌های محاسبه‌شدهٔ مختلف ۸٫۴ در مقیاس Mw بوده و از دید اثر، در میان چهار دسته‌بندی «نامحسوس»، «محسوس»، «زیان‌آور» یا «با تلفات»، زلزله را «با تلفات» اعلام کرده است. ۱۷۵۸۴ ساختمان در زمین‌لرزه خراب شده است. رانش زمین در آن به وجود آمده است. سونامی نیز در این زلزله گزارش شده است.
پروژهٔ «تنسور گشتاور مرکزوار» زاویه‌های (راستا، شیب، ریک) گسل سازندهٔ زمین‌لرزه و صفحه عمود بر آن را (°۳۱۰، °۱۸، °۶۳) یا (°۱۵۹، °۷۴، °۹۸) و نوع گسل را«معکوس» فرا رسانده است.
شمار کشته شدگان زلزله حدود ۴۸ نفر بوده‌است. تعداد زخمیان ۲۶۸۷ نفر برآورده شده‌است. بی‌خانمان شدگان نیز ۱۲۴۸۶۵ نفر اعلام شده‌است.